# 蓟黄素
蓟黄素（也称为7-甲基高车前素，7-Methylhispidulin，化学名：6,7-二甲氧基-5,4'-二羟基黄酮，4',5-dihydroxy-6,7-dimethoxyflavone）是一种野黄芩素衍生的O-甲基化黄酮，分子式C17H14O6，存在于许多鼠尾草属植物中。